# Ascogaster lamellifera
Ascogaster lamellifera är en stekelart som beskrevs av Van Achterberg och Ng 2009. Ascogaster lamellifera ingår i släktet Ascogaster och familjen bracksteklar. Inga underarter finns listade.